# Casa della Gioventù Francescana di Firenze

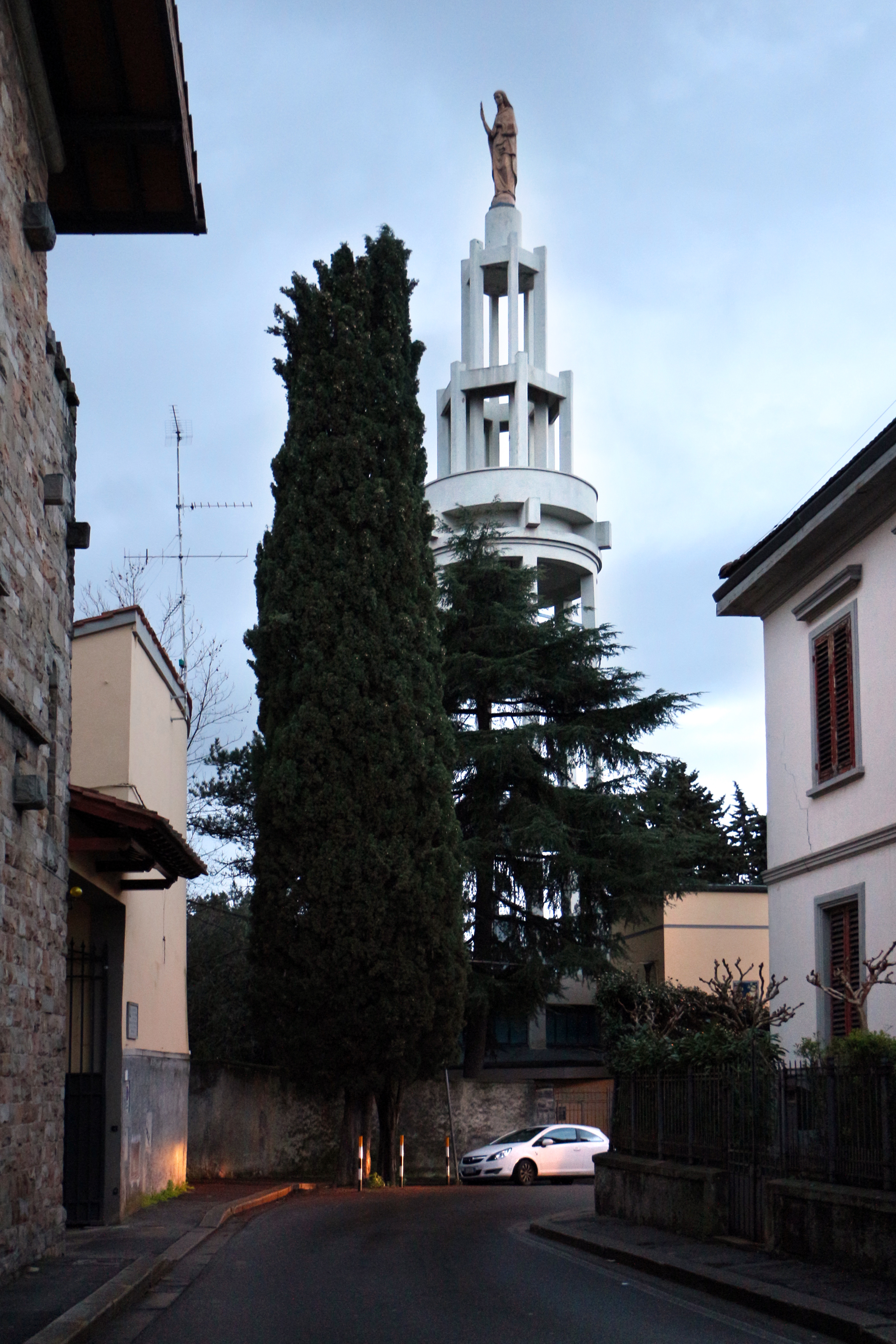
Casa della Gioventù Francescana di Firenze

La Casa della Gioventù Francescana si trova a Montughi, presso la chiesa dei Santi Francesco e Chiara, sulla collina detta Poggetto. 
Il gruppo francescano di Montughi si formò intorno a padre Michelangelo da Montale, un frate che, dal 1935, fece parte del convento dei Padri Cappuccini di Montughi. Questo frate, dotato di un forte carisma, fu stimato dal cardinale Elia Dalla Costa, da don Giulio Facibeni, da Giorgio La Pira.

## Storia e attività
Dal dopoguerra fino agli anni sessanta, i giovani che si riunivano insieme a padre Michelangelo per condurre attività ricreative, culturali e spirituali, dettero vita al Terzo Ordine Regolare di San Francesco nei locali del Cenacolo e stamparono la loro rivista Il Colle nei locali vicini al teatrino. Nel 1948 nacque la GiFra, Gioventù Francescana, e Montughi divenne un punto di riferimento per le associazioni di Gioventù Francescana che avevano sede nelle altre regioni.
La Gioventù Francescana di Montughi esiste ancora. Negli anni sono passati tanti volti e tante persone e in alcuni momenti si è anche rischiata la sua estinzione. Oggi, sempre grazie al sostegno dei Frati cappuccini, e in particolare all'iniziativa di fra Mario Giovacchini (assistente della fraternità locale dalla fine del 2005 fino all'estate del 2012 e successivamente dal 2016 al 2019) questo gruppo di giovani continua ad esistere e a camminare insieme, conta circa una trentina di giovani fra i 16 e i 30 anni.  

## Nascita della parrocchia
Nel 1969 il cardinale Ermenegildo Florit eresse a parrocchia la chiesa dei Santi Francesco e Chiara, in seguito fu istituito il Consiglio Pastorale e altri giovani si aggiunsero a quelli che avevano formato il primo nucleo della Gioventù Francescana. Padre Michelangelo morì nel 1978; per lui ebbe parole di approvazione anche Padre Pio.